# 상파울루 FC
상파울루 푸테보우 클루비(포르투갈어: São Paulo Futebol Clube)는 보통 상파울루 FC 또는 상파울루라고 불리는 브라질의 축구 클럽으로, 상파울루를 연고로 한다. 구단은 브라질 전국리그인 세리이 A과 상파울루의 주리그인 파울리스탕에 참여하고 있다. 처음 설립된 것은 1930년 1월 25일이나, 1935년 12월 16일에 재설립되었다.
상파울루는 브라질에서 세 번째로 가장 인기있는 클럽으로, 2,800만명 이상의 서포터를 소유하고 있다. 또, 이 팀은 브라질에서 가장 성공한 클럽중 하나로, 국내 대회와 세계 대회에서 여러 차례 뛰어난 성적을 보여준 바 있다. 이 클럽은 과거 인터콘티넨털컵을 2번, FIFA 클럽 월드컵을 3번 제패한 적이 있으며, 코파 리베르타도레스를 3번, 브라질 1부리그를 6번 제패한 경력을 가지고 있다. 그 밖에 강팀들이 즐비한 상파울루 주 선수권에서도 22회나 우승하는 등, 상파울루 주뿐만 아니라, 브라질을 대표하는 명문 축구 클럽중 하나로 알려져 있다.
홈 경기장은 시세루 폼페우 지 톨레두 스타디움 (별칭은 모룸비)으로, 수용 인원은 66,795명이다. 유니폼은 하얀 바탕에 각각 빨간색과 검은색의 수평 줄무늬로 이루어져 있으며, 짧고 하얀 양말을 착용한다. 하양과 검정, 빨강의 세가지 색을 두고 삼색 군단(Tricolor, 트리콜로르)이라는 애칭으로 불린다.

## 역사

### 구단의 창단: 1930년대

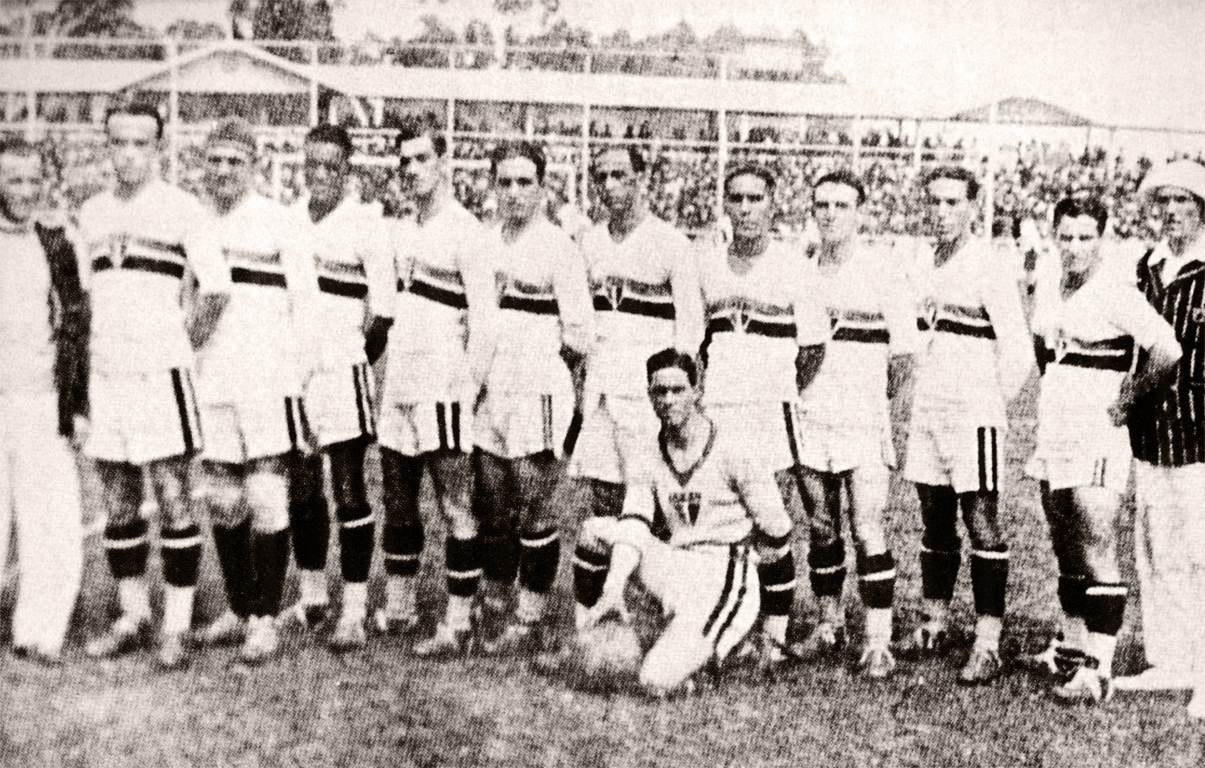
1931년 주리그 우승 당시

상파울루 FC는 1930년 1월 25일 CA 파울리스타누와 AA 다스 파우메이라스로부터 60명의 관계자, 선수들이 모여 창단되었다. CA 파울리스타누는 1900년에 창단되어, 상파울루의 가장 오래된 스포츠 클럽이었다. 상파울루에서 챔피언 자리에 11회나 올랐으나, 스포츠의 프로화 이후 축구 산업을 포기하였다. 상파울루 FC는 CA 파울리스타누로부터 축구 선수를, AA 다스 파우메이라스로부터 경기장을 얻어내며 창단되었다. 구단의 상징색은 앞선 두 구단의 것을 차용하였다. AA 다스 파우메이라스의 상징인 가슴팍의 검은줄에, CA 파울리스타누의 빨강과 검정을 섞어서 오늘날까지 이르고 있다.
구단의 역사적인 첫 경기는 1930년 3월 16일 CA 이피랑가와의 0-0 무승부 경기였으며, CA 파울리스타누의 스타 선수였던 루벤스 살리스 감독하에 치러졌다. 같은 해 주리그에서 준우승을 차지했으며, 이듬해인 1931년에는 26경기 동안 92득점과 단 1패만을 기록하며 주리그에서 우승을 차지했다.
1933년 상파울루 FC는 공식적으로 프로화로 전환하였다. 프로화 이후 첫 공식 경기는 1933년 3월 12일 치러진 산투스 FC와의 친선 경기였으며, 상파울루의 5-1 승리로 종료되었다. 프로화 이후 재정적인 문제가 발생하였으며, 이에 상파울루 FC는 같은 도시에 있던 CR 치에테를 흡수 합병하였다. 치에테와의 합병 이후 구단의 창립자들이 구단을 재창단하는 데에 뜻을 모았으며, 12월 16일 구단은 재창단되었다. 재창단 이후 첫 경기는 1936년 1월 25일 포르투게자 산치스타와의 경기였다. 1938년 구단은 CA 이스투단치스 파울리스타와 또 한차례 합병을 하였다. 해당 연도에 구단은 주리그에서 준우승을 차지하였다.

### 폭주 기관차: 1940년대

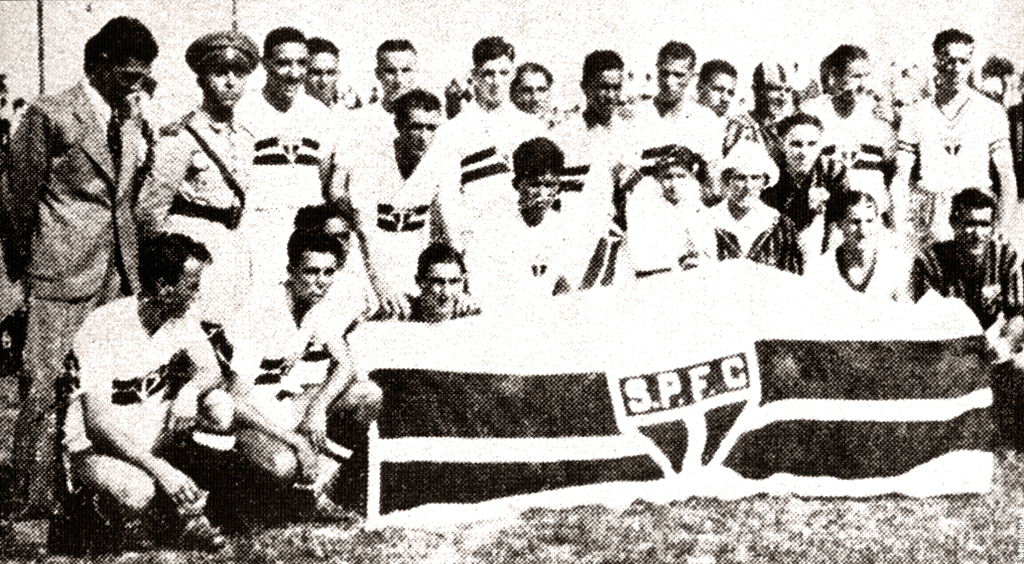
1936년 재창단 이후의 모습

1940년 이스타지우 두 파카엠부가 개장하며, 상파울루주는 새로운 시대를 맞이하였다. 상파울루 FC는 1941년 주리그에서 또다시 준우승을 차지하였다. 이듬해 상파울루 FC는 아타르비오라루스로부터 R$200(오늘날 약 R$162,000의 가치에 해당)을 지불하며, 포로사 선수를 영입했다. 또한 아르헨티나의 안토니오 사스트레, 브라질의 노로냐와 바우에르 등을 영입하며, 막강한 스쿼드를 갖추었다. 그들은 폭주 기관차라는 새로운 별명을 얻었으며, 파울리스타 주리그에서 1943년, 1945년, 1946년, 1948년 그리고 1949년, 총 5차례 우승을 차지하였다. 이후 구단은 새로운 경기장을 세우는 계획을 수립하였다.

### 정체기: 1950년대

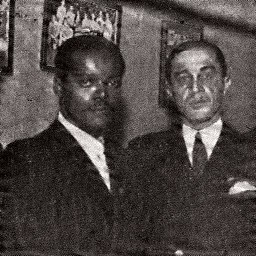
삼색 군단의 전설인 레오니다스와 아르투르 프리덴라이히

1940년대의 성공과 달리, 구단의 50년대는 밝지 않았다. 상파울루 FC는 주리그에서 1953년과 1957년에 단 두 차례만 우승을 하였다. 이 시기 동안 구단은 산투스 FC의 펠레를 막는데 고군분투하였다. 1952년 착공을 시작한 모룸비 경기장이 완공되기까지, 구단은 13년이라는 역사상 가장 긴 기간 동안 무관으로 한 시대를 보냈다. 실제로 상파울루 FC의 예산은 모룸비의 건설에 집중되어 있었으며, 새로운 선수들을 수급하는 데에는 버거움이 있었다.

### 모룸비 개장: 1960년대
빡빡한 예산을 가지고 있었던 상파울루 FC이지만, 60년대엔 그럭저럭 선수들을 수급하였다. 당시 브라질 대표였던 호베르투 디아스와 주란디르를 영입하는 데에 성공하였다. 1960년에 모룸비 경기장이 개장하였으며, 당시 구단 회장이었으나 완공 이전에 사망한 "시세루 폼피우 지 톨레두"의 이름을 따 이스타지우 시세루 폼페우 지 톨레두라 공식 명칭이 붙여졌다. 1963년에는 펠레의 산투스 FC를 상대로 4-1로 대승을 거둔 적도 있다.

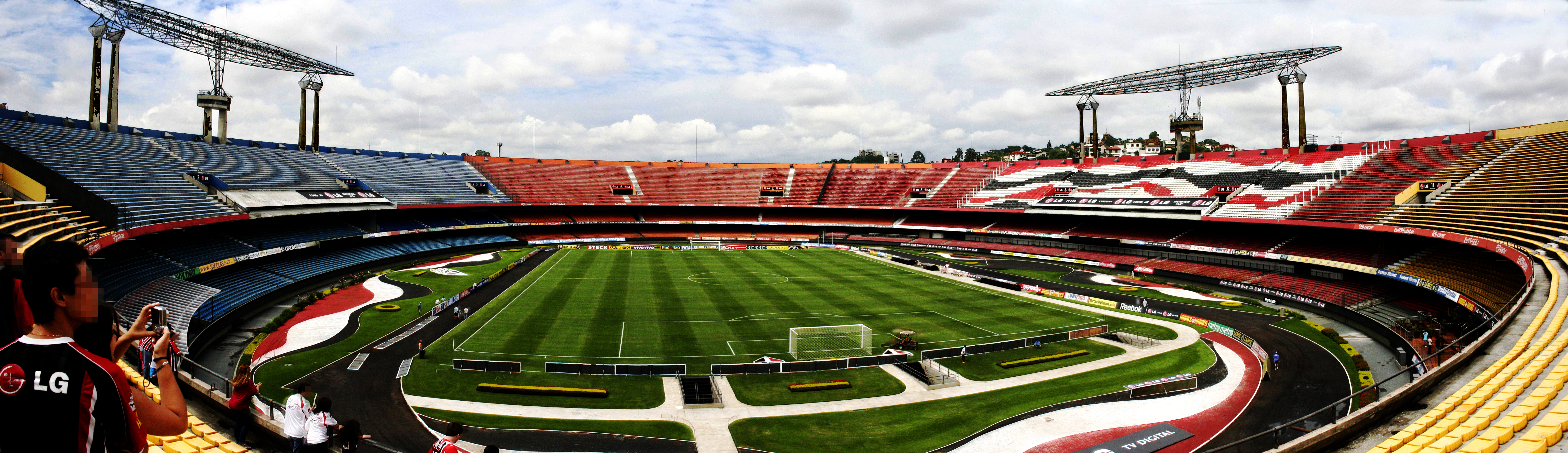
모룸비 경기장

### 전국 리그 참가: 1970년대
1970년에 모룸비 경기장이 마침내 완공되었으며, 구단은 새로운 출발을 기대하였다. 1954년 FIFA 월드컵의 브라질 대표팀 감독을 맡았던
제제 모헤이라가 감독직을 맡았고, 보타포구로부터 제르송을 영입, 페냐롤로부터 우루과이의 미드필더 페드로 로차, 산투스로부터 스트라이커 토니뉴 게레이루를 영입하였다. 상파울루 FC는 해당 연도 파울리스타 주리그 우승을 차지하였다.
1971년 브라질 전국리그가 개막하였다. 리그 첫 해 당시 상파울루 FC는 텔레 산타나 감독하에 아틀레치쿠 미네이루의 뒤를 이어 준우승을 차지하였다. 이 시기에 펠레의 산투스가 점차 저물고, 상파울루 FC와 파우메이라스가 그들을 뛰어 넘기 시작하였다. 상파울루 주의 최강자는 코린치앙스가 우뚝 서게 되었다. 상파울루 FC는 1972년 주리그에서 단 1점차로 밀려 파우메이라스에게 타이틀을 넘겨주게 되었다. 1974년 코파 리베르타도레스 결승전에서는 인데펜디엔테에게 패배하며 준우승을 차지하였다.
1975년 브라질의 전 골키퍼였던 조제 포이가 감독으로 선임되었다. 해당 연도 상파울루 FC는 포르투게자를 꺾고 우승을 차지하였다. 1977년 마침내 상파울루 FC가 브라질 전국 대회에서 우승을 차지하였다. 그러나 그 이후 80년대가 되기 전 까지, 구단은 아무런 트로피도 들지 못하였다.

### 삼색 군단의 시대: 1980년대
1980년대에 상파울루 FC는 주리그에서 4차례, 전국리그에서 한 차례 우승을 차지하였다. 당시 우승의 일등 공신으로는 중원을 책임진 오스카르와 다리오 페레이라 두 명이 꼽힌다. 파울리스타 주리그에서 1980년과 1981년 2회 연속 우승을 차지하며, 이는 40년대 이후 처음으로 이룬 대회 연속 우승이었다.
1985년 실리뉴 감독 하에 구단은 또다시 주리그 우승을 차지하였다. 당시 핵심 선수는 카레카로, 1986년 FIFA 월드컵에 브라질 대표팀의 중앙 공격수로 출전하기도 하였다. 이탈리아의 축구팀 AS 로마로부터 영입한 미드필더 파우캉은 구단에서 매우 중요한 역할을 맡았으며, 1985년과 1986년 주리그 우승에 크게 공헌하였다. 1986년 페페 감독 하에 구단 역사상 두번째로 전국 리그를 제패하였다. 1987년 핵심 선수인 다리오 페레이라가 팀을 떠났지만, 상파울루 FC는 계속해서 트로피를 수집하였다. 87년에 주리그에서 우승을 차지하였으며, 1989년 전국 리그에서 준우승을 차지하며 80년대 황금기를 마무리지었다.

### 텔레 시대: 1990년대

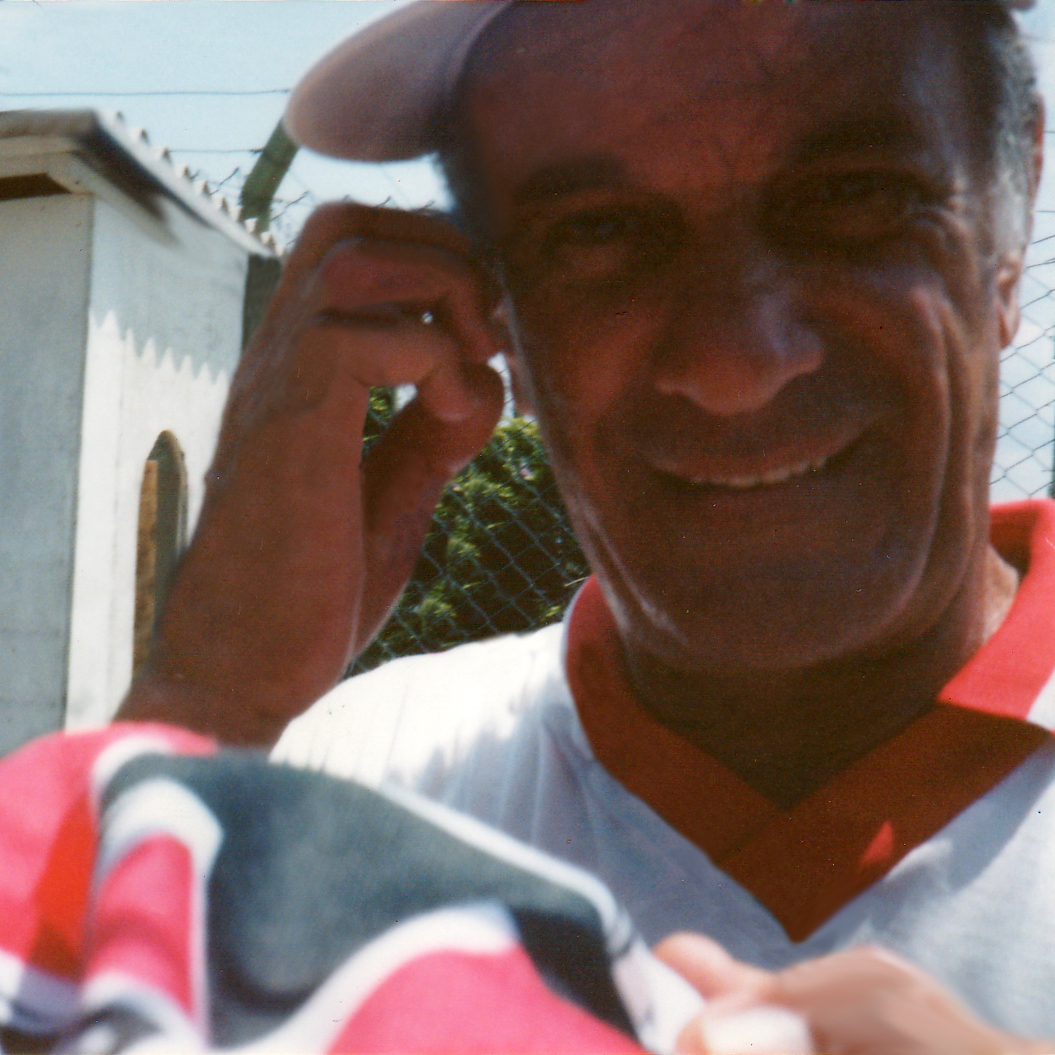
텔레 산타나의 모습

1990년 구단은 주리그 초반, 깜짝 놀랄만큼 빈약한 경기력을 선보였다. 이에 구단은 텔레 산타나를 감독으로 취임시켰으며, 1990년 전국 리그 준우승을 차지하였다. 1991년 주리그에서 우승을 차지하였으며, 이는 텔레 산타나 본인에게 첫 트로피였다. 1991년 전국 리그에서도 카를루스 아우베르투 파헤이라의 CA 브라간치누를 격파하며 우승을 차지하였다. 이 후 구단은 성공가도를 달리기 시작하였다.
1992년에 코파 리베르타도레스 결승전에 진출하였으며, 아르헨티나의 뉴얼스 올드 보이스를 만나 승부차기 끝에 구단 역사상 최초로 대륙 대회 우승을 차지하였다. 같은 연도 도쿄에서 열린 인터콘티넨털컵에서도 요한 크라위프의 FC 바르셀로나를 만나 2-1 승리를 거두며, 트로피를 추가하였다. 주리그에서도 파우메이라스를 꺾고 구단의 18번째 주리그 타이틀을 거머쥐었다. 1993년에도 코파 리베르타도레스 결승전에서 칠레의 우니베르시다드 카톨리카를 꺾고 우승을 차지했으며, 같은 연도 인터콘티넨털컵에서 AC 밀란을 상대로 3-2 승리를 거두며, 2년 연속 코파 리베르타도레스와 인터콘티넨털컵 더블 우승이라는 위업을 달성하였다. 1994년 코파 리베르타도레스 3년 연속 결승전에 올라섰으며, 이번 대회에서는 아르헨티나의 벨레스 사르스피엘드에게 밀려 우승을 놓쳤다. 그러나 1992년 새로이 창설한 코파 CONMEBOL에서 페냐롤을 꺾고 우승을 차지하며, 트로피를 또다시 들어올릴 수 있었다.
그러나 1996년 건강상의 문제로 텔레 산타나가 감독직을 사임하였으며, 이와 동시에 상파울루 FC의 황금기는 막을 내렸다. 이후 2004년까지 상파울루 FC에는 14명의 감독이 들어오고 떠났다.

### 침체기와 부활: 2000년대

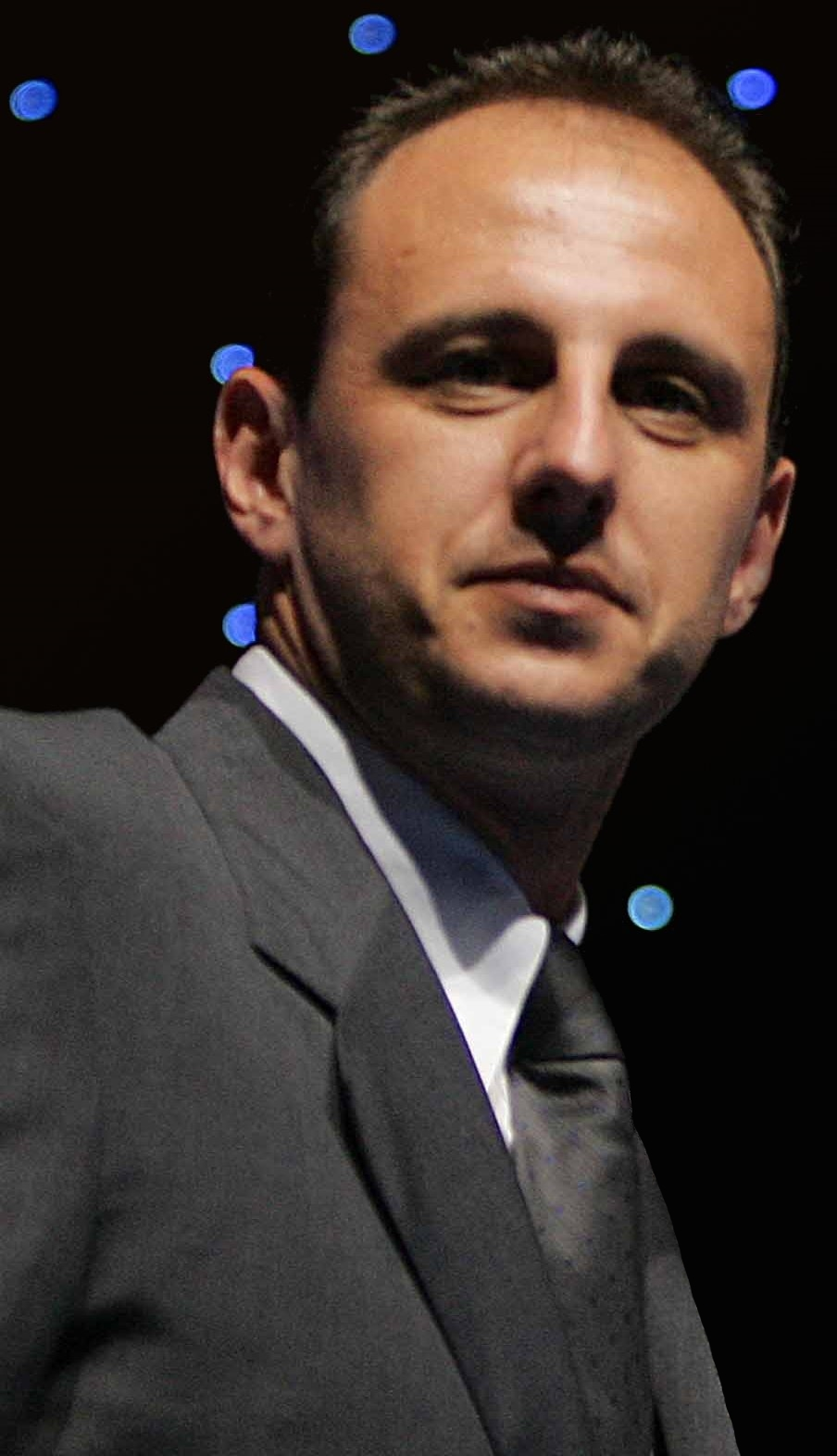
골 넣는 골키퍼로 유명한 호제리우 세니의 모습.

2000년도 캄페오나투 파울리스타에서 우승을 차지하였으며, 2001년에는 리우-상파울루 토너먼트에서 첫 우승을 차지하기도 하였다. 호제리우 세니, 줄리우 바프티스타, 루이스 파비아누 그리고 카카 등 당시 스타 선수들이 즐비했음에도, 특별한 타이틀을 석권하지 못하였다. 2004년 상파울루 FC는 코파 리베르타도레스 4강에 오랜만에 다시 진출하였으나, 콜롬비아의 온세 칼다스에게 충격패를 당하고 탈락의 고배를 마셔야 했다.
이후 에메르송 레앙이 구단의 새로운 감독으로 취임하였으며, 2005년 주리그 우승을 차지하였다. 그러나 짧은 재임 기간을 뒤로 하고, 레앙은 팀을 떠났다. 이후 파울로 아우투오리가 지휘봉을 잡았으며, 2005년 코파 리베르타도레스 아틀레치쿠 파라나엔시를 꺾고 구단 역사상 세번째 코파 리베르타도레스 트로피를 들어올렸다. 이는 브라질 축구단 중 최초로 코파 리베르타도레스 3회 우승을 달성한 기록으로 남았다. 같은 연도 FIFA 클럽 월드컵에서 사우디아라비아의 알이티하드를 꺾고, 결승전에서 잉글랜드 구단 리버풀 FC를 상대로 1-0 승리를 거두며, 세계 클럽 선수권 대회로써의 세번째 트로피를 들어올렸다. 큰 성공을 거둔 상파울루의 2005년을 뒤로 하고, 아우투오리 감독은 일본 J1리그의 가시마 앤틀러스 감독직을 맡기 위해 서명을 하러 떠났다.

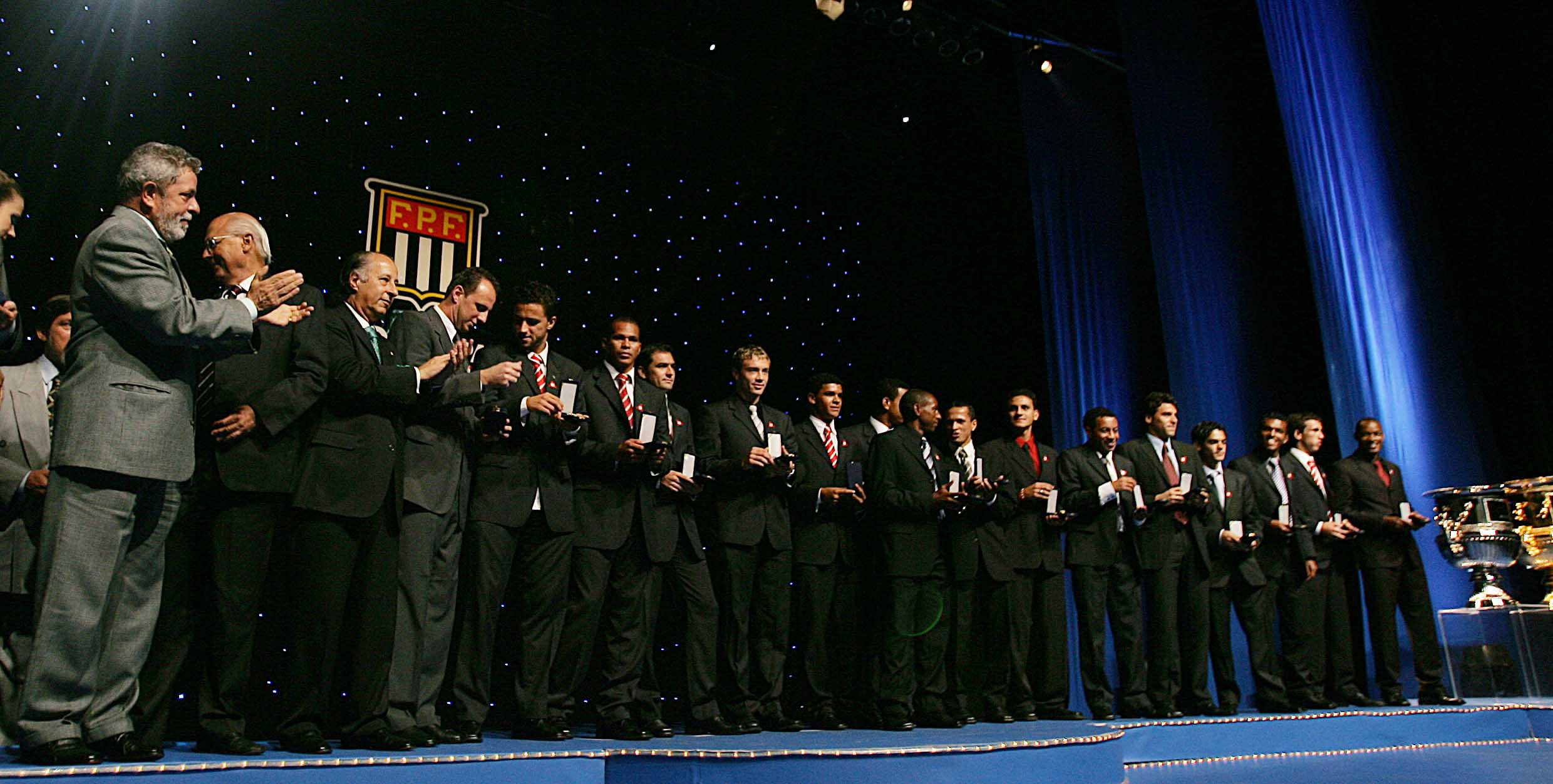
FIFA 클럽 월드컵에서 우승한 이후, 파울리스타 축구 협회와 룰라 대통령으로부터 헌장을 수여받는 상파울루 FC.

이후 상파울루 FC의 새 감독으로 무리시 하말류가 선임되었다. 하말류의 상파울루는 1점차로 산투스 FC에게 밀려 주리그 준우승을 차지하였고, 2006년 코파 리베르타도레스 결승전에서 SC 인테르나시오나우와 맞붙었으나 종합 3-4 스코어로 밀리며 트로피를 내주었다. 그러나 전국 리그에서는 네번째 우승을 차지하며, 브라질 전국 리그 개편 이후 최초로 우승을 차지한 팀이 되었다. 2007년에는 코파 리베르타도레스에서 일찍 탈락하였으나, 전국 리그에서 또다시 우승을 차지하며 대회 연속 우승을 기록하였다. 2008년에도 전국 리그에서 우승을 차지했고, 대회 3년 연속 우승 및 구단의 여섯 번째 리그 우승 트로피를 차지했다. 또한 무리시 하말류는 브라질 대회에서, 같은 팀에서 3년 연속 우승을 차지한 최초의 감독으로 기록되었다. 2009년 코파 리베르타도레스에서 크루제이루 EC에게 패배하며, 상파울루 FC는 4년 연속 브라질 팀에게 패배하여 탈락하게 되는 기록을 남기게 되었다. 이후 하말류 감독은 경질되었으며, 히카르두 고메스가 새로운 감독으로 선임되었다.

### 2010년대~현재
그러나 히카르두 고메스 또한 2010년 코파 리베르타도레스에서 SC 인테르나시오나우에게 패배하며, 5년 연속 코파 리베르타도레스에서 브라질 팀에게 패배하여 탈락하게 되었다. 이후 히카르두 고메스는 경질되었다. 2011년 상파울루 FC는 우즈베키스탄의 부뇨드코르에서 선수 말년으로 활동하고 있던 전설적인 선수 히바우두를 영입하였고, 스페인 세비야 FC로부터 구단 역사상 최고액을 지불하며 루이스 파비아누를 €7,600만에 영입하였다. 2011년에는 골키퍼 호베르투 세니가 SC 코린치앙스 파울리스타를 상대로 개인 통산 100호골을 기록하였다.
2003년부터 2011년까지 상파울루 FC는 브라질에서 두번째로 큰 영업이익을 기록하고 있었다. 2013 시즌을 앞두고, 상파울루 FC는 7년간 입어온 리복과 해지하고, 브라질 국내 브랜드인 페나우치와 유니폼 계약을 체결하였다. 이 계약으로 상파울루 FC는 연간 R$3,500만을 벌어들이게 되었다. 이 계약은 아디다스와 체결한 CR 플라멩구 다음으로, 브라질 축구 역사상 두번째로 큰 수익을 벌어들인 유니폼 계약이었다. 2015년 5월, 상파울루 FC는 언더아머와 유니폼 계약을 체결하였다.

## 선수 명단

### 1군 선수단
2023년 10월 29일 기준

참고: FIFA 자격 규정에 따라 소속된 국가대표팀 국기를 표시합니다. 선수는 복수의 FIFA 비회원국 국적을 가지고 있을 수 있습니다.
| 번호 | 포지션 | 국적     | 이름                       |
| ---- | ------ | -------- | -------------------------- |
| 1    | GK     |          | 데니스 세자르              |
| 2    | DF     |          | 브루누 비에이라            |
| 3    | DF     |          | 호드리구 카이우            |
| 4    | DF     | 에콰도르 | 로베르트 아르볼레다        |
| 6    | MF     |          | 페트루스 마테우스          |
| 11   | MF     |          | 루카스 페르난지스          |
| 12   | GK     |          | 시드네이 아파레시두 하무스 |
| 16   | DF     |          | 이지마르 프라가            |
| 18   | DF     |          | 훌리우 부파리니            |

| 번호 | 포지션 | 국적 | 이름                                                   |
| ---- | ------ | ---- | ------------------------------------------------------ |
| 19   | MF     |      | 안토니우 토마즈                                        |
| 20   | MF     |      | 샤일롱 칼리종 카르두수                                 |
| 22   | DF     |      | 주니오르 타바레스                                      |
| 23   | MF     |      | 마르쿠스 길리에르미 (아틀레치쿠 파라나엔시로부터 임대) |
| 28   | MF     |      | 펠리피 아라루나                                        |
| 30   | GK     |      | 헤낭 히베이루                                          |
| 32   | MF     |      | 아데를랑 산투스 (발렌시아으로부터 임대)                |
| 33   | MF     |      | 조나탄 고메스                                          |
| 34   | DF     |      | 브루누 파비아누 아우베스                               |
| 35   | FW     |      | 브레네르 소우자 다 시우바                              |
| 38   | FW     |      | 앤드류 에릭 페이토사 (이투아누으로부터 임대)           |
| 39   | FW     |      | 마르시우 안토니우 지 소우 (상베르나르두으로부터 임대)  |
| 40   | GK     |      | 루카스 페리                                            |
| 41   | FW     |      | 데니우송 페헤이라 주니오르 (그라나다으로부터 임대)     |

## 역대 감독
| 감독                     | 임기      |
| ------------------------ | --------- |
| 비센치 페올라            | 1937~1938 |
| 아미우카르 바르부이      | 1939      |
| 비센치 페올라            | 1939      |
| 비센치 페올라            | 1941~1942 |
| 비센치 페올라            | 1947~1950 |
| 레오니다스 다시우바      | 1950      |
| 레오니다스 다시우바      | 1951      |
| 레오니다스 다시우바      | 1952      |
| 레오니다스 다시우바      | 1954~1955 |
| 비센치 페올라            | 1955~1957 |
| 벨라 구트만              | 1957~1958 |
| 비센치 페올라            | 1959      |
| 플라비우 코스타          | 1960~1961 |
| 아이모레 모레이라        | 1962      |
| 시우비우 피릴루          | 1967~1968 |
| 후벤스 미넬리            | 1977~1979 |
| 파블로 포를란            | 1990      |
| 네우시뉴 바프치스타      | 1998      |
| 네우시뉴 바프치스타      | 2001~2002 |
| 오즈와우두 지 올리베이라 | 2002~2003 |
| 에메르송 레앙            | 2004~2005 |
| 히카르두 고메스          | 2009~2010 |
| 아지우송 지아스 바치스타 | 2011      |
| 에메르송 레앙            | 2011~2012 |
| 후안 카를로스 오소리오   | 2015      |
| 에드가르도 바우사        | 2015~2016 |
| 히카르두 고메스          | 2016      |
| 호제리우 세니            | 2017      |
| 도리바우 주니오르        | 2017~2018 |
| 디에고 아기레            | 2018      |
| 페르난두 지니스          | 2019~2021 |
| 에르난 크레스포          | 2021      |
| 호제리우 세니            | 2021~2023 |
| 도리바우 주니오르        | 2023      |
| 루이스 수벨디아          | 2024~     |

## 라이벌 매치

### 상파울루 vs 코린치앙스
양 팀간의 대결은 "토마스 마쪼니 (Thomas Mazzoni)"의 이름을 따, 클라시쿠 마제스토(포르투갈어: Clássico Majestoso)라 불린다. 두 팀의 첫 대결은 1930년 5월 25일에 펼쳐졌다. 역대 전적으로는 상파울루 FC가 79승, 코린치앙스가 88승을 거두었으며, 84회의 무승부가 있었다.

### 상파울루 vs 파우메이라스
양 팀간의 대결은 초키 헤이(포르투갈어: Choque Rei)라 불린다. 역대 전적으로는 상파울루 FC가 103승, 코린치앙스가 99승을 거두었으며, 99회의 무승부가 있었다.

### 상파울루 vs 산투스
양 팀간의 대결은 산상(포르투갈어: San-São)라 불린다. 역대 전적으로는 상파울루 FC가 114승, 코린치앙스가 92승을 거두었으며, 62회의 무승부가 있었다.

## 기록

### 전국 리그 기록
| 연도 | 순위 | 연도 | 순위 | 연도 | 순위 | 연도 | 순위 | 연도 | 순위 |
| ---- | ---- | ---- | ---- | ---- | ---- | ---- | ---- | ---- | ---- |
| 1971 | 2nd  | 1981 | 2nd  | 1991 | 우승 | 2001 | 7th  | 2011 | 6th  |
| 1972 | 9th  | 1982 | 6th  | 1992 | 6th  | 2002 | 5th  | 2012 | 4th  |
| 1973 | 6th  | 1983 | 5th  | 1993 | 4th  | 2003 | 3rd  | 2013 | 9th  |
| 1974 | 10th | 1984 | 17th | 1994 | 6th  | 2004 | 3rd  | 2014 | 2nd  |
| 1975 | 5th  | 1985 | 22nd | 1995 | 12th | 2005 | 11th | 2015 | 4th  |
| 1976 | 25th | 1986 | 우승 | 1996 | 11th | 2006 | 우승 | 2016 | 10th |
| 1977 | 우승 | 1987 | 6th  | 1997 | 12th | 2007 | 우승 | 2017 | 13th |
| 1978 | 19th | 1988 | 11th | 1998 | 15th | 2008 | 우승 | 2018 |      |
| 1979 | –    | 1989 | 2nd  | 1999 | 4th  | 2009 | 3rd  | 2019 |      |
| 1980 | 9th  | 1990 | 2nd  | 2000 | 12th | 2010 | 9th  | 2020 |      |

## 관중수

### 전국 리그 관중
| 연도 | 관중수 | 연도 | 관중수 | 연도 | 관중수 | 연도 | 관중수 | 연도 | 관중수 |
| ---- | ------ | ---- | ------ | ---- | ------ | ---- | ------ | ---- | ------ |
| 1971 | 19,518 | 1981 | 41,179 | 1991 | 22,196 | 2001 | 18,085 | 2011 | 21,485 |
| 1972 | 21,270 | 1982 | 23,841 | 1992 | 20,440 | 2002 | 25,452 | 2012 | 24,298 |
| 1973 | 18,282 | 1983 | 21,643 | 1993 | 23,275 | 2003 | 12,231 | 2013 | 23,024 |
| 1974 | 8,596  | 1984 | 8,202  | 1994 | 8,992  | 2004 | 8,613  | 2014 | 24,744 |
| 1975 | 14,001 | 1985 | 12,532 | 1995 | 6,135  | 2005 | 9,805  | 2015 | 20,558 |
| 1976 | 18,266 | 1986 | 29,483 | 1996 | 7,498  | 2006 | 22,948 | 2016 |        |
| 1977 | 32,031 | 1987 | 12,907 | 1997 | 5,889  | 2007 | 28,662 | 2017 |        |
| 1978 | 11,472 | 1988 | 10,635 | 1998 | 9,430  | 2008 | 21,333 | 2018 |        |
| 1979 | -      | 1989 | 17,211 | 1999 | 19,282 | 2009 | 26,268 | 2019 |        |
| 1980 | 21,369 | 1990 | 18,243 | 2000 | 10,113 | 2010 | 14,704 | 2020 |        |

### 코파 리베르타도레스 관중
| 연도 | 관중수 | 연도 | 관중수 |
| ---- | ------ | ---- | ------ |
| 1972 | 38,616 | 2004 | 56,103 |
| 1974 | 21,821 | 2005 | 48,822 |
| 1978 | 31,132 | 2006 | 50,755 |
| 1982 | 14,552 | 2007 | 26,287 |
| 1987 | 7,301  | 2008 | 36,809 |
| 1992 | 25,771 | 2009 | 38,403 |
| 1993 | 68,725 | 2010 | 42,686 |
| 1994 | 54,663 | 2013 | 41,346 |
| ---- | ------ | 2015 | 37,023 |

## 수상

### 국제 대회

#### 세계
- FIFA 클럽 월드컵 (1) : 2005
- 인터콘티넨털컵 (2) : 1992, 1993

#### 대륙
- 코파 리베르타도레스 (3) : 1992, 1993, 1995
- 코파 CONMEBOL (1) : 1994
- 레코파 수다메리카나 (2) : 1994, 1994
- 코파 수다메리카나 (1) : 2012
- 수페르코파 리베르타도레스 (1) : 1993
- 코파 마스터스 CONMEBOL (1) : 1996

### 국내 대회

#### 전국
- 캄페오나투 브라질레이루 세리이 A (6) : 1977, 1986, 1991, 2006, 2007, 2008

#### 주 (州)
- 캄페오나투 파울리스타 (21) : 1931, 1943, 1945, 1946, 1948, 1949, 1953, 1957, 1970, 1971, 1975, 1980, 1981, 1985, 1987, 1989, 1991, 1992, 1998, 2000, 2005, 2021
- 토르네이우 리우-상파울루 (1) : 2001
- 수페르캄페오나투 파울리스타 (1) : 2002